# 명경재
명경재(明京在, 1968년 5월 4일~)는 대한민국의 생물학자이다. 기초과학연구원 단장 및 울산과학기술원 특훈교수직을 맡고 있다.

## 수상
- 2014년: KOFST 올해의 과학자상

## 같이 보기
- 오를란도 셰러
- 안톤 가르트너